# Transformers: The Album
 Transformers: The Album es un álbum recopilatorio de la música de varios artistas de la película del año 2007 Transformers. El sencillo oficial del álbum es Before It's Too Late (Sam and Mikaela's Theme) de la banda Goo Goo Dolls. Cada grupo en el álbum, a excepción de Julien-K, se firmó con un sello propiedad de Warner Music Group en el momento del lanzamiento del álbum. Temas 7, 9, 10, y 12 no aparecen en la película real.

## Lista de pistas
| N.º | Título                                                               | Duración |  |
| 1.  | «What I've Done» (Linkin Park)                                       | 3:25     |  |
| 2.  | «Doomsday Clock» (The Smashing Pumpkins)                             | 3:44     |  |
| 3.  | «This Moment» (Disturbed)                                            | 3:05     |  |
| 4.  | «Before It's Too Late (Sam and Mikaela's Theme)» (The Goo Goo Dolls) | 3:06     |  |
| 5.  | «Pretty Handsome Awkward» (The Used)                                 | 3:35     |  |
| 6.  | «Passion's Killing Floor» (H.I.M.)                                   | 5:14     |  |
| 7.  | «What's It Feel Like to Be a Ghost?» (Taking Back Sunday)            | 3:44     |  |
| 8.  | «Second to None» (Styles of Beyond con Mike Shinoda)                 | 3:07     |  |
| 9.  | «End of the World» (Armor for Sleep)                                 | 4:10     |  |
| 10. | «Retina and the Sky» (Idiot Pilot)                                   | 3:37     |  |
| 11. | «Technical Difficulties» (Julien-K)                                  | 4:22     |  |
| 12. | «Transformers Theme» (Mutemath)                                      | 2:46     |  |

## Cortes de Difusión
- Before It's Too Late (Sam and Mikaela's Theme)

## Canciones descartadas
- “Drive” de The Cars.
- “Sexual Healing” de Marvin Gaye.
- “I Got You (I Feel Good)” de James Brown.
- “Baby Come Back” de Player.
- “Battle Without Honor or Humanity” de Tomoyasu Hotei.

- Datos: Q630857